# Soplica
Soplica ([sɔplitsa]) è una delle più antiche marche di vodka polacca aromatizzata, essendo stata prodotta per la prima volta nel 1891 (in una fabbrica aperta nel 1888). Sebbene le origini della vodka in Polonia risalgano già all'VIII secolo, Soplica è uno dei vecchi marchi prodotti industrialmente nel paese. La Żubrówka, ad esempio, si basa su una ricetta molto più antica (risalente alla Confederazione polacco-lituana), ma esiste come marchio prodotto industrialmente solo dagli anni '20.

## Storia
Il creatore della vodka Soplica fu Bolesław Kasprowicz, che nel 1888 fondò la Fabbrica di Vodka e Liquori (Fabryka Wódek i Likierów) a Gniezno. Divenne rapidamente uno dei pionieri del commercio di alcolici dell'epoca.
Tre anni dopo l'apertura della fabbrica, nel 1891, introdusse nel mercato polacco la prima bottiglia di Soplica (come dimostra la replica della bottiglia che si tiene nel Museo delle Origini dello Stato Polacco di Gniezno). In pochi anni divenne una grande impresa.
Dalla formazione della distilleria fino al 1913, la vodka e i liquori di Kasprowicz hanno ottenuto 73 premi diversi (tra cui 4 medaglie d'oro) sul mercato polacco e all'estero.
Durante la prima guerra mondiale, la fabbrica sospese la sua attività e Kasprowicz fu coinvolto in sforzi a livello nazionale per riconquistare l'indipendenza della Polonia come stato sovrano dopo 123 anni di dominio straniero.
Successivamente diventò una figura importante nella zona e infine presidente della città di Gniezno nel 1919. Fu solo nel 1920 che tornò al suo ruolo di direttore della fabbrica a lui stesso fondata.
Durante e a causa dell'occupazione tedesca della Polonia nella seconda guerra mondiale, l'impresa di Kasprowicz andò in fallimento. Kasprowicz fu deportato a Varsavia dai nazisti e vi morì nel 1943. Dopo la guerra, la nazionalizzazione dell'industria degli alcolici da parte delle autorità comuniste pose fine ai suoi molti anni di attività.

## Ricette, prodotti e premi

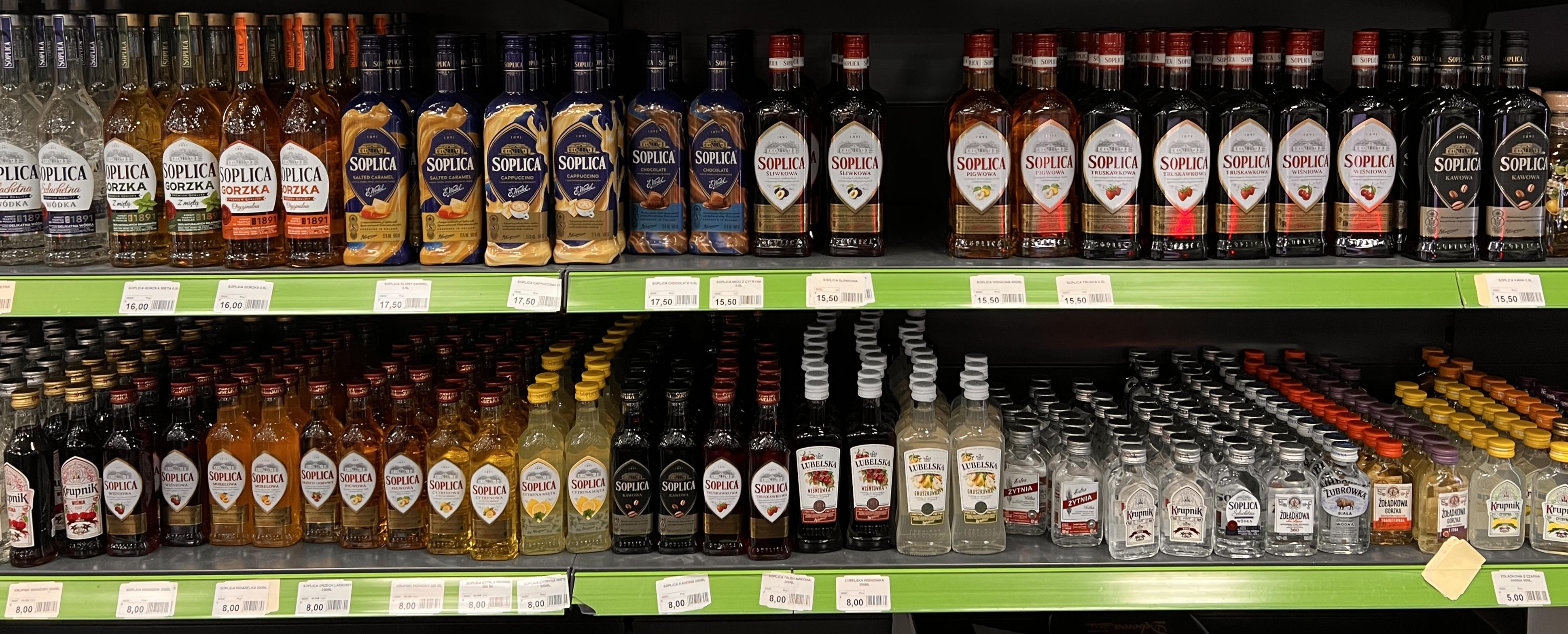
Varietà di bottiglie Soplica in un supermercato polacco in Belgio (2025).

Le ricette ancora utilizzate per vodka e liquori Soplica furono sviluppate dallo stesso Kasprowicz. Fu autore di molte formule uniche che furono scritte a mano e documentate in un tomo chiamato recepturarz. Tutti i prodotti creati da Kasprowicz erano contrassegnati con le iniziali BK e l'immagine di una carpa. I nomi di tutti i prodotti della sua fabbrica fanno riferimento alla tradizione e alla letteratura polacca. Questa usanza è sopravvissuta per molti anni, come ancora oggi sulle etichette delle versioni moderne della vodka Soplica c'è l'immagine di un dworek (case padronali storicamente di proprietà dello szlachta polacco) - un riferimento al poema epico nazionale Pan Tadeusz di Adam Mickiewicz.
Durante i primi 50 anni di esistenza delle fabbriche di produzione (1888-1939), la ditta di Kasprowicz guadagnò 93 medaglie e distinzioni per la qualità dei suoi prodotti. Dal 2009, la versione originale pura di Soplica e le sue diverse varianti aromatizzate hanno ottenuto numerosi riconoscimenti, sia da esperti che dai consumatori. Attualmente, il marchio Soplica è di proprietà della società per azioni statunitense CEDC (Central European Distribution Corporation) con sede in Polonia. Sebbene la CEDC sia stata acquistata dalla holding russa Russian Standard Corporation nel 2013, i suoi prodotti, tra cui la Soplica, sono ancora realizzati dai polacchi con i loro metodi tradizionali. Nello specifico, i prodotti Soplica sono prodotti da Polmos Łańcut nella città di Łańcut, che si trova nel Voivodato della Precarpazia della Polonia sud-orientale.